# Zvi Hendel
Pour les articles homonymes, voir Hendel.
Zvi Hendel (אברהם רביץ), né le 16 octobre 1949, est un homme politique et ancien député au Parlement israélien, la Knesset.

## Biographie
Il est né en Transylvanie en Roumanie, il fait son aliyah en 1959 et fait son service militaire. Il sert dans l'artillerie durant la guerre du Yom Kippur.
En 1977 il s'installe à Ganei Tal, à Gaza.
Il est élu la première fois en 1996 à la 14e Knesset comme membre du Parti national religieux.